# 三叶形亚门
三叶形亚门（Trilobitomorpha）是包括三叶虫纲以及近亲的类群。

## 共有特征
具坚硬的几丁质的外壳。身体分头、胸（或头胸部）和腹部。附肢双肢型。内肢为步足，外肢为鳃肢。触角附着在口之前。